# Hermann Stern (Rechtsanwalt)

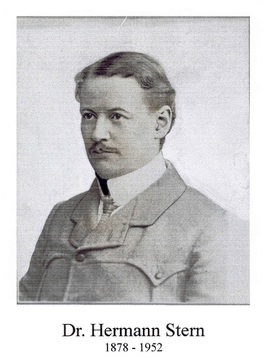

Hermann Stern (* 24. Mai 1878 in Bozen, Südtirol; † 24. August 1952 in Innsbruck, Österreich) war ein österreichischer Rechtsanwalt, Lokalpolitiker und Wirtschaftspionier.

## Leben
Er war das siebte von zehn Kindern des Johann Joachim Stern, eines zum Katholizismus konvertierten Juden, und der Katholikin Gertraud, geborene Lechthaler.
1902 promovierte er an der Universität Innsbruck zum Doktor der Rechte und legte 1906 seine Rechtsanwaltsprüfung ab. Er war zunächst Sekretär des „Verbandes katholischer landwirtschaftlicher Arbeiter“ in Innsbruck. 1910 übersiedelte er als Rechtsanwalt nach Reutte (Tirol, Österreich).
1911 heiratete er Anna Knittel, eine Tochter des Schulinspektors Josef Knittel, aus welcher Ehe fünf Kinder hervorgingen. Nach dem Ersten Weltkrieg begann er neben seiner Anwaltstätigkeit ein umfangreiches öffentliches Wirken.

## Karriere
Hermann Stern hatte anfänglich ein gutes Verhältnis zu den Sozialdemokraten, war selber aber nicht Parteimitglied. Gemeinsam mit dem Sozialdemokraten August Wagner leitete er die erste Demokratisierungsbewegung in Reutte ein. Die sozial demokratische Partei beschrieb ihn 1920 wie folgt: „Dr. Stern gehört zwar nicht der sozialdemokratischen Partei an, ist von derselben auch nicht kandidiert worden, aber das schätzen wir an ihm, daß er stets warm für die Arbeiter eingetreten ist und, weil er auch ein Herz für die ärmere Bevölkerung hat, von den oberen Zehntausend angefeindet wird.“
1918 stellte sich Stern an die Spitze einer Demokratiebewegung im Bezirk Reutte, die darauf abzielte, den Staat nicht von der Spitze, sondern von der Basis her aufzubauen. 1919 zog er in den Gemeinderat von Reutte ein, in dem er bis 1927 verschiedene Funktionen, zuletzt als Vizebürgermeister, ausübte. Innerhalb des Gemeinderates war er für den erfolgreichen Ausbau des gemeindeeigenen Elektrizitätswerkes Reutte und auf sozialem Gebiet für die Ansiedlung eines Krankenhauses verantwortlich.
Als die Zuckerpreise ab dem 1. Dezember 1919 sich verdoppelten, kam es zu großen Konflikten, da der vorhandene Zucker nicht vor dem 1. Dezember an die Bevölkerung abgegeben worden war. Die Bezirkshauptmannschaft behauptete, man hätte nicht genug Zucker und würde ihn hauptsächlich für die Kranken brauchen. Nachforschungen der Sozialdemokraten mit tatkräftiger Unterstützung von Hermann Stern brachten aber ans Licht, dass die Firma Schretter knapp das Zehnfache der deklarierten Menge Zucker besaß. Durch das Wirken Sterns wurde der Zucker beschlagnahmt und an die Bevölkerung verteilt.
Als Wirtschaftspionier verfolgte er den Kurs, die vorhandenen Ressourcen, nämlich Wasser, Holz und Strom, für einen wirtschaftlichen Aufschwung zu nützen. Dank der von ihm herbeigeführten größeren Stromgewinnung gelang es ihm 1922, Paul Schwarzkopf zur Gründung des Metallwerks Plansee zu gewinnen. Zur Verwertung der natürlichen Bodenschätze gründete er ein Ölwerk und zur Förderung des natürlichen Holzreichtums mehrere Holzverarbeitungsfirmen.
Sein wirtschaftliches Hauptprojekt war der Bau einer Seilbahn auf die Zugspítze, den höchsten Berg Deutschlands, von der österreichischen Seite aus. Die Fertigstellung dieses Projekts 1926 brachte ihm den Höhepunkt seiner Popularität, leitete allerdings aber auch seine persönliche Tragödie ein, weil das Projekt auf Grund der wirtschaftlichen Verhältnisse – insbesondere durch die von Hitler erlassene Tausend-Mark-Sperre des Deutschen Reichs – einen finanziellen Niedergang erlitt.

## Exil und Tod
Für seine Verdienste um den Bau der Zugspitzbahn wurde er 1926 zum Ehrenbürger der Gemeinde Ehrwald ernannt. Diese Ehrenbürgerschaft wurde ihm 1940 wegen seiner jüdischen Abstammung entzogen. Die deutschen Rassengesetze stempelten ihn 1938 zum „Halbjuden“. Es folgten die Beschlagnahme seiner Büroräume und eine 15-monatige Haft. Um ihn für immer aus Tirol fernzuhalten, ließ ihn Gauleiter Franz Hofer nach Nürnberg vertreiben. Stern erblindete, kehrte 1945 als schwerkranker Mann zurück und versuchte vergeblich seine Rehabilitierung. Er starb am 24. August 1952 in Innsbruck.

## Erinnerung

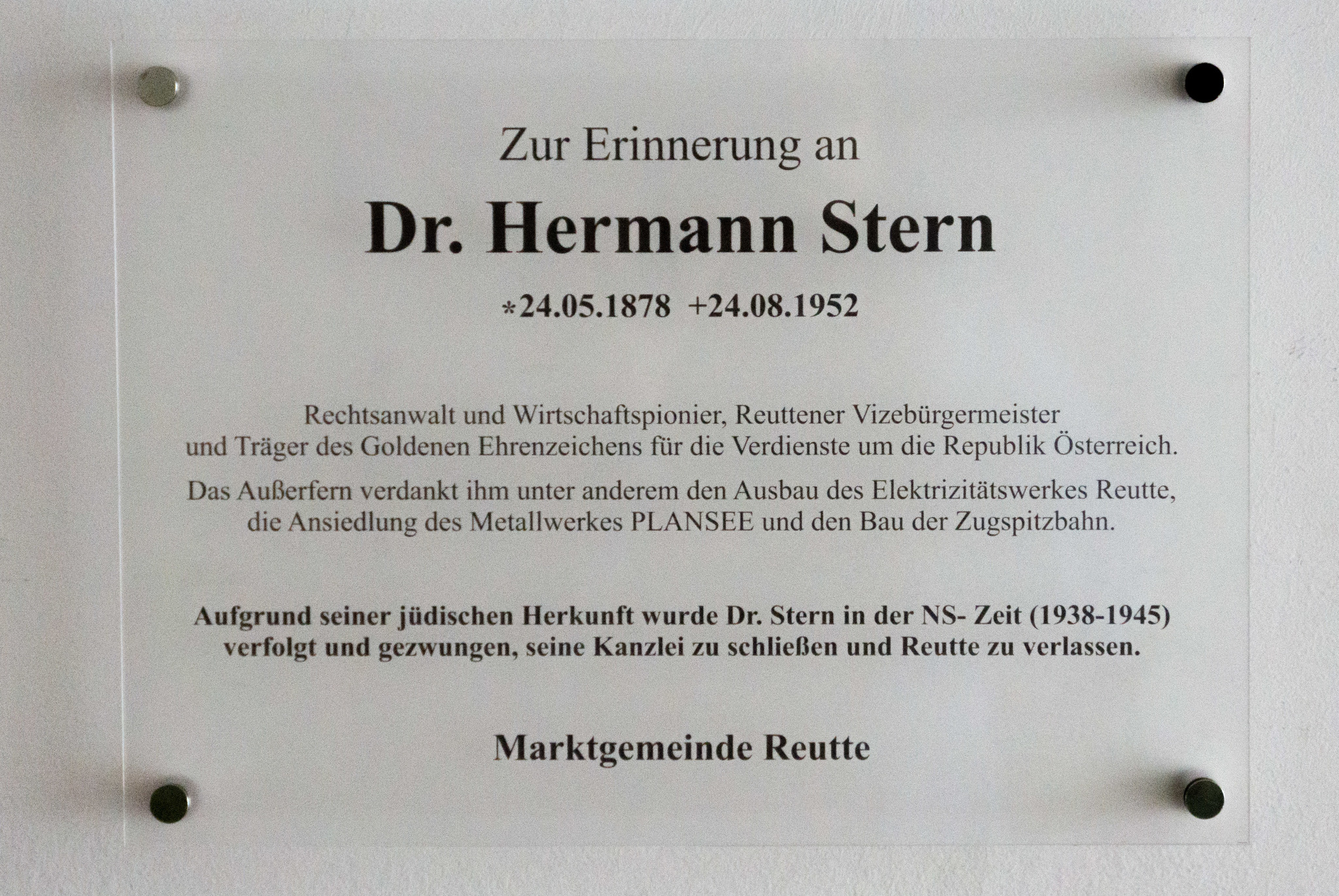
Gedenktafel im ehemaligen Wohnhaus von Hermann Stern, die auf seine Verdienste hinweist, verliehen von der Marktgemeinde Reutte

1947 wurde er wieder als Rechtsanwalt zugelassen. Seine Entziehung wurde 1998 von der Gemeinde Ehrwald ausdrücklich widerrufen und 2017 installierte die Marktgemeinde Reutte im ehemaligen Wohnhaus von Hermann Stern eine Gedenktafel, die auf seine Leistungen hinweist.